# Pedro Amorim (ator)
Pedro Amorim (Brasília, 1 de dezembro de 1977) é um ator, diretor, escritor e cineasta brasileiro. é irmão dos diretores Vicente Amorim e João G. Amorim.

## Biografia
Nascido em Brasília, é filho do diplomata Celso Amorim. É Formado na New York University's Tisch School of the Arts.

## Filmografia

### Trabalhos para o cinema
- Derrapada (2023)
- Eu Sou Mais Eu (2019)
- Divorcio (2017)
- Superpai (2015)
- Mato sem Cachorro (2013)
- Ao Som do Mar, à Luz do Céu (2012)
- Domingo de Páscoa (2008)
- Balada das Duas Mocinhas de Botafogo (2006)
- Irma Vap - O Retorno (2006)
- Single Black Female (2006)
- O Segredo (2006)
- Desejo (2005)
- Olga (2004)
- O Caminho das Nuvens (2003)
- Seja o que Deus Quiser! (2002)
- 2000 Nordestes (2000)
- The Laughter of God (2000)
- Lágrimas de Aprendiz (1999)

### Trabalhos para a TV
- "Quase Anônimos" (2010)
- "Mothern" (2007-2008)
- "Mandrake" (2005)
- "Cidade dos Homens" (2004)
- "És Tu, Brasil" (2003)